# Colombotte
Colombotte är en kommun i departementet Haute-Saône i regionen Bourgogne-Franche-Comté i östra Frankrike. Kommunen ligger i kantonen Noroy-le-Bourg som tillhör arrondissementet Vesoul. År 2022 hade Colombotte 67 invånare.

## Befolkningsutveckling
Antalet invånare i kommunen Colombotte
| Referens: INSEE |